# Leo De Rycke
Leo De Rycke (11 maart 1965) is een Belgisch voormalig basketballer en spotief manager.

## Carrière
De Rycke speelde van 1984 tot 1990 voor Opel Merksem. Later ging hij spelen voor Duvel Willebroek waar hij twee jaar speelde. Van 1992 tot 1995 ging hij spelen voor ABB Leuven. Hij speelde na 1995 nog voor RB Antwerpen.
Hij werd in 2009 ploegmanager bij de Antwerp Giants, hij vervulde deze rol tot in 2019. In 2019 maakte hij de overstap naar het Duitse Brose Baskets net zoals trainer Roel Moors en assistent Thomas Crab. In 2021 volgde zijn ontslag, na een jaar ging hij aan de slag als sportief directeur bij de Franse club Elan Chalon. Hij wist de club niet te behoeden voor een degradatie en in juni 2022 verliet hij de club. In juni 2023 tekende hij een contract bij New Basket Brindisi als sportief directeur.